# 定边街道
定边街道，是中华人民共和国陕西省榆林市定边县下辖的一个街道办事处。
2015年，陕西省民政厅批复同意撤销定边镇，设立定边街道办事处。

## 行政区划
定边街道下辖以下地区：
西关民族社区、民生社区、北关社区、东关社区、长城社区、西园子村、曹园子村、北园子村、南园子村、蔡马场村、十里沙村、杨寨子村、东园子村和李园子村。